# A suttyók visszavágnak
A suttyók visszavágnak (eredeti cím: Revenge of the Nerds) 1984-ben bemutatott amerikai tini filmvígjáték Jeff Kanew rendezésében. A főszerepet Robert Carradine, Anthony Edwards, Ted McGinley és Bernie Casey alakítja.
A filmet az Amerikai Egyesült Államokban 1984. július 20-án mutatta be a 20th Century Fox.

## Cselekmény
Az Adams College-ban egy csapat bántalmazott kitaszított és kívülálló elhatározza, hogy visszavág a békéért és az önbecsülésért.

## Szereplők
- Robert Carradine – Lewis Skolnick
- Anthony Edwards – Gilbert Lowe
- Timothy Busfield – Arnold Poindexter
- Andrew Cassese – Harold Wormser
- Curtis Armstrong – Dudley „Booger” Dawson
- Larry B. Scott – Lamar Latrelle
- Brian Tochi – Toshiro Takashi
- Julie Montgomery – Betty Childs
- Michelle Meyrink – Judy
- Ted McGinley – Stan Gable
- Matt Salinger – Danny Burke
- Donald Gibb – Frederick Aloysius „Ogre” Palowaski
- James Cromwell – Mr. Skolnick
- David Wohl – Dean Ulich
- John Goodman – Harris edző
- Bernie Casey – U.N. Jefferson
- Alice Hirson – Mrs. Lowe
- Lisa Welch – Suzy

## A film készítése
A különböző források szerint a film költségvetése 6 és 8 millió dollár között volt, bár még a 8 millió dollár is alacsony költségvetésnek számított egy akkori játékfilm esetében. A kültéri jeleneteket, például a suttyók megérkezését a főiskolára és a diákszövetségi házakat az Arizonai Egyetemen forgatták az arizonai Tucsonban. A suttyók eredeti lakhelye, ahonnan az Alfa Béták kiszorították őket, valójában a Cochise Hall volt. A későbbi lakóhelyük az Arizonai Egyetem Bear Down tornaterme volt. Az eredeti Alfa Béta diákszövetség leégett házát az Alfa Gamma Rhó diákszövetség házában forgatták (az University Boulevardon), amely akkoriban az Alfa Gamma Rhó háza volt.

## Filmzene
| #   | Cím                             | Előadó                         | Hossz |
| --- | ------------------------------- | ------------------------------ | ----- |
| 1.  | Manhattan                       | Andrea & Hot Mink              | 3:45  |
| 2.  | Don't Talk                      | Ya Ya                          | 4:02  |
| 3.  | One Foot in Front of the Other  | Bone Symphony                  | 3:10  |
| 4.  | Breakdown                       | The Rubinoos                   | 3:34  |
| 5.  | Revenge of the Nerds            | The Rubinoos                   | 3:19  |
| 6.  | They're So Incredible           | Revenge                        | 3:54  |
| 7.  | Are You Ready?                  | Ya Ya                          | 4:02  |
| 8.  | Are You Ready for the Sex Girls | Gleaming Spires                | 4:10  |
| 9.  | Right Time for Love             | Pat Robinson and Jill Michaels | 4:00  |
| 10. | All Night Party                 | Gleaming Spires                | 2:31  |

Az Ollie & Jerryből ismert Ollie E. Brown írta és adta elő a "They're So Incredible" című dalt a filmben, Revenge néven. A filmben a dalt a Tri-Lambs adja elő a görög játékok záróeseményén, amelynek szövege másképpen hangzik el. Három dal szerepel a filmben, de nem szerepel a filmzenei albumon: „Burning Down the House” a Talking Heads-től, „Thriller” Michael Jacksontól és „We Are the Champions” a Queentől.

## Bevétel
A film 1984. július 20-án került a mozikba. Hazai szinten 40 millió dolláros bevételt hozott.

## Médiakiadás
A filmet 2007. március 6-án DVD-n, 2014. május 6-án pedig Blu-rayen adta ki a 20th Century Fox Home Entertainment.

## Folytatások
Három kevésbé sikeres folytatás készült, az utolsó kettő televíziófilm formájában.
- A suttyók visszavágnak 2: Gyagyás nyaralás (1987)
- A suttyók visszavágnak 3: Sutty-utódok (1992)
- A suttyók visszavágnak 4.: Házasodj, suttyó! (1994)

## Fordítás
- Ez a szócikk részben vagy egészben  a   Revenge of the Nerds című angol Wikipédia-szócikk fordításán alapul.  Az eredeti cikk szerkesztőit annak laptörténete sorolja fel. Ez a jelzés csupán a megfogalmazás eredetét és a szerzői jogokat jelzi, nem szolgál a cikkben szereplő információk forrásmegjelöléseként.